# 李沂 (慶王)
李沂（844年—860年），唐朝皇子，是唐宣宗的第四子。墓志称第五子，生母史氏。
会昌六年（846年），李沂被他父亲唐宣宗封为庆王，其后史书中没有记载他的情况。大中十四年（860年）八月，李沂去世，年十六。当年十月，葬于万年县崇道乡西赵村。
　　